# Марсель Шефер
Марсель Шефер (нім. Marcel Schäfer, нар. 7 червня 1984, Ашаффенбург) — німецький футболіст, що грав на позиції півзахисника. По завершенні ігрової кар'єри — спортивний функціонер.
Виступав, зокрема, за «Вольфсбург», у складі якого вигравав чемпіонат Німеччини, Кубок і Суперкубок країни. Виступав за національну збірну Німеччини. 

## Клубна кар'єра
Народився 7 червня 1984 року в місті Ашаффенбург. Вихованець юнацьких команд футбольних клубів «Айнтрахт» (Штрасбессенбах), «Вікторія» (Ашаффенбург) і «Мюнхен 1860.
У дорослому футболі дебютував 2003 року виступами за основну команду клубу «Мюнхен 1860», в якій провів чотири сезони, взявши участь у 91 матчі чемпіонату. 
Своєю грою за цю команду привернув увагу представників тренерського штабу клубу «Вольфсбург», до складу якого приєднався 2007 року. Відіграв за «вовків» наступні десять сезонів своєї ігрової кар'єри. Більшість часу, проведеного у складі «Вольфсбурга», був основним гравцем команди. У сезоні 2008/09 виборов титул чемпіона Німеччини.
Завершив професійну ігрову кар'єру в американському «Тампа-Бей Роудіс», за команду якого виступав протягом 2017—2018 років.

## Виступи за збірну
2008 року дебютував в офіційних матчах у складі національної збірної Німеччини. Протягом кар'єри у національній команді, яка тривала три роки, провів у її формі 8 матчів.
| Дата       | Місто         | Господарі   | Результат | Гості       | Турнір            | Голи | Примітки |
| ---------- | ------------- | ----------- | --------- | ----------- | ----------------- | ---- | -------- |
| 19-11-2008 | Берлін        | Німеччина   | 1 – 2     | Англія      | товариський матч  | -    | 77'      |
| 29-5-2009  | Шанхай        | КНР         | 1 – 1     | Німеччина   | товариський матч  | -    |          |
| 2-6-2009   | Дубай         | ОАЕ         | 2 – 7     | Німеччина   | товариський матч  | -    | 57'      |
| 12-8-2009  | Баку          | Азербайджан | 0 – 2     | Німеччина   | Відбір до ЧС 2010 | -    |          |
| 5-9-2009   | Леверкузен    | Німеччина   | 2 – 0     | ПАР         | товариський матч  | -    |          |
| 9-9-2009   | Ганновер      | Німеччина   | 4 – 0     | Азербайджан | Відбір до ЧС 2010 | -    | 46'      |
| 18-11-2009 | Гельзенкірхен | Німеччина   | 2 – 2     | Кот-д'Івуар | товариський матч  | -    | 86'      |
| 11-8-2010  | Копенгаген    | Данія       | 2 – 2     | Німеччина   | товариський матч  | -    |          |
| Усього     |               | Матчів      | 8         |             | Голів             | 0    |          |

## Титули і досягнення
- Чемпіон Німеччини (1):

«Вольфсбург»: 2008-2009
- Володар Кубка Німеччини (1):

«Вольфсбург»: 2014-2015
- Володар Суперкубка Німеччини (1):

«Вольфсбург»: 2015